# Neutralität (internationale Politik)

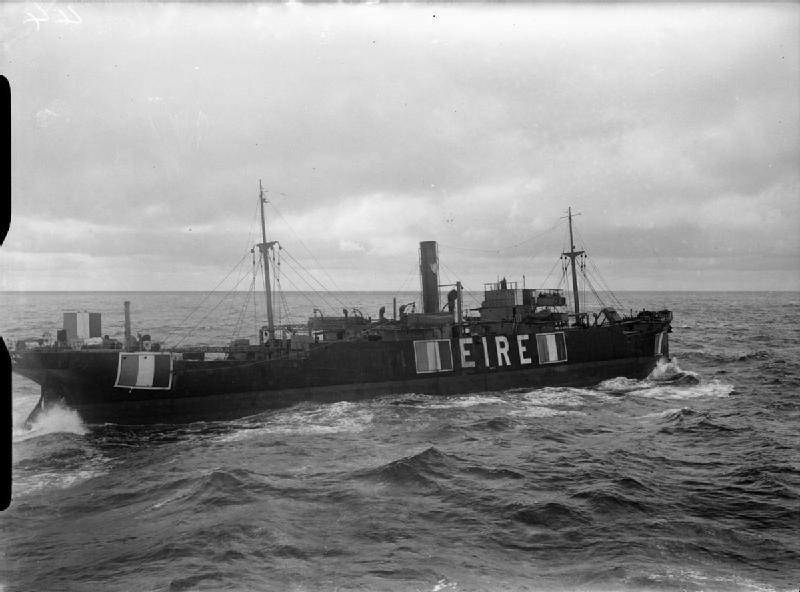
Das irische Handelsschiff Irish Polar hat im Zweiten Weltkrieg große Markierungen mit Flagge und Landesname an der Schiffseite angebracht, damit U-Boote darauf hingewiesen werden, dass dieses Schiff neutral ist.

Die Neutralität (von lateinisch neuter, keiner von beiden) eines Staates bedeutet entweder das Abseitsstehen in einem konkreten Konflikt zwischen anderen Staaten oder bezeichnet generell die allgemeine Politik der Neutralität. Von Dauernder Neutralität spricht man, wenn sich ein Staat zur immerwährenden Neutralität in allen Konflikten bekennt. Von Neutralismus spricht man, wenn ein Staat sich nicht nur aus Konflikten heraushält, sondern aus grundsätzlichen Erwägungen jegliche Bündnisse vermeidet.
Da die Neutralität insbesondere von Handelsschiffen in längeren Konflikten von den Großmächten nicht immer respektiert wurde, schlossen sich neutrale Mächte mehrfach ausdrücklich zu einer bewaffneten Neutralität zusammen, um die Respektierung neutraler Schiffe im Prisenrecht zu erzwingen.

## Historische Entwicklung der Neutralität
Eine jahrhundertealte Tradition hat die Neutralität in der Schweiz: Nach einer längeren Phase expansiver Politik bedeutete die schwere Niederlage in der Schlacht bei Marignano im Jahre 1515 das Ende der eidgenössischen Machtpolitik. Vom Wiener Kongress wurde diese De-facto-Neutralität dann 1815 völkerrechtlich anerkannt. Allgemein wichtiger wurde der Begriff, als die modernen Staaten entstanden. Nach der Zeit Napoleons entschieden sich im 19. Jahrhundert einzelne Staaten dazu, sich prinzipiell neutral zu verhalten. Sie traten keinen Bündnissen bei. Zu ihnen gehörte das 1830 entstandene Belgien, dem die Großmächte die Neutralität zusicherten.
1899 und 1907 haben die Haager Friedenskonferenzen genauer definiert, welches Verhalten von einem neutralen Staat zu erwarten ist. Er hat sich schon in Friedenszeiten so zu verhalten, dass er im Kriegsfall glaubhaft feststellen kann, keine der Kriegsparteien zu bevorzugen bzw. zu benachteiligen und an keinen Kampfhandlungen teilzunehmen oder sie zu fördern. Dabei geht es nicht nur um militärische Angelegenheiten, sondern ebenso um wirtschaftliche Beziehungen, die neutral zu gestalten sind. Das Verhalten des Neutralen umfasst somit nicht nur die formale Bündnisfreiheit, sondern auch das Glaubhaftmachen der neutralen Haltung. Nur so kann der Neutrale allenfalls vermeiden, im Krieg als potentieller Gegner präventiv angegriffen zu werden.
Der Erste Weltkrieg begann mit der Verletzung der belgischen Neutralität durch Deutschland. Im Laufe des Krieges blieben einige der neutralen Staaten neutral (die Niederlande, die Schweiz und die skandinavischen Staaten), andere traten schließlich einem der beiden Bündnisse bei (z. B. die USA der Triple Entente als assoziierte Macht). Ob die Neutralität eines entsprechend neutralen Landes respektiert wurde, lag allein an militärischen und außenpolitischen Erwägungen potentieller Angreifer.
Ähnlich war es im Zweiten Weltkrieg. Eine Reihe von Staaten blieb neutral: Schweden etwa lieferte Eisenerz für die deutsche Kriegsindustrie, nahm aber deutsche Flüchtlinge auf. Spanien ließ deutsche Schiffe wie die der anderen Seite spanische Häfen anlaufen. Die Schweiz lieferte Kriegsmaterial und diente dem nationalsozialistischen Deutschland mit der wirtschaftlichen Nutzbarmachung von Raubgold, fungierte aber andererseits gleichzeitig als Horchposten der Alliierten inmitten des deutschen Machtbereichs. Andere ursprünglich neutrale Länder wie die Niederlande und Norwegen wurden hingegen von Deutschland besetzt.
Im völkerrechtlichen Sinne wird Neutralität heute vor allem militärisch definiert: Neutral ist, wer keiner offensiv kriegführenden Kriegspartei oder keinem militärischen Bündnis angehört. Ein Verteidigungskrieg ist einem neutralen Land aber erlaubt, in gewissen Fällen ist es sogar dazu verpflichtet.

## Heutige Entwicklung
Mehrere in der Epoche des Kalten Krieges neutrale Staaten diskutieren das Ausmaß ihrer bis heute verbliebenen Neutralität bzw. Bündnisfreiheit z. T. sehr heftig, namentlich Österreich und die Schweiz:
- Österreich ist seit 1995 EU-Mitglied und nimmt an deren Gemeinsamer Außen- und Sicherheitspolitik bzw. Gemeinsamer Sicherheits- und Verteidigungspolitik teil. Damit ist Österreich nicht mehr neutral, aber auch kein NATO-Mitglied und somit militärisch bündnisfrei. Dabei handelt es sich nicht mehr um die Glaubhaftmachung einer neutralen Position gegenüber Dritten, sondern um Ergebnisse (innen)politischer Zweckmäßigkeit (siehe: Österreichische Neutralität).

- Die Schweiz ist hingegen kein Mitgliedsstaat der EU, sondern behält bis auf Weiteres ihre eigenständige Position bei.

Was die tatsächliche Sicherheit dieser Länder betrifft, so sind die Schweiz und Österreich gemeinsam ausschließlich von NATO-Mitgliedstaaten und dem Fürstentum Liechtenstein umgeben, das seine Armee 1868 auflöste und seitdem keine Streitkräfte mehr unterhält.
Eine repräsentative Umfrage in der Schweiz und in Österreich während des russischen Überfalls auf die Ukraine 2022 ergab, dass in beiden Ländern die Mehrheit der Bevölkerung an der Neutralität festhält und sich für eine ausreichende militärische Verteidigungsfähigkeit des eigenen Landes ausspricht.

## Länder mit neutraler Politik (historisch oder gegenwärtig)

Neutrale Staaten
Neutralität durch die Verfassung und die internationale Gemeinschaft anerkannt
Neutralität durch die internationale Gemeinschaft nicht anerkannt
Ehemalige neutrale Staaten

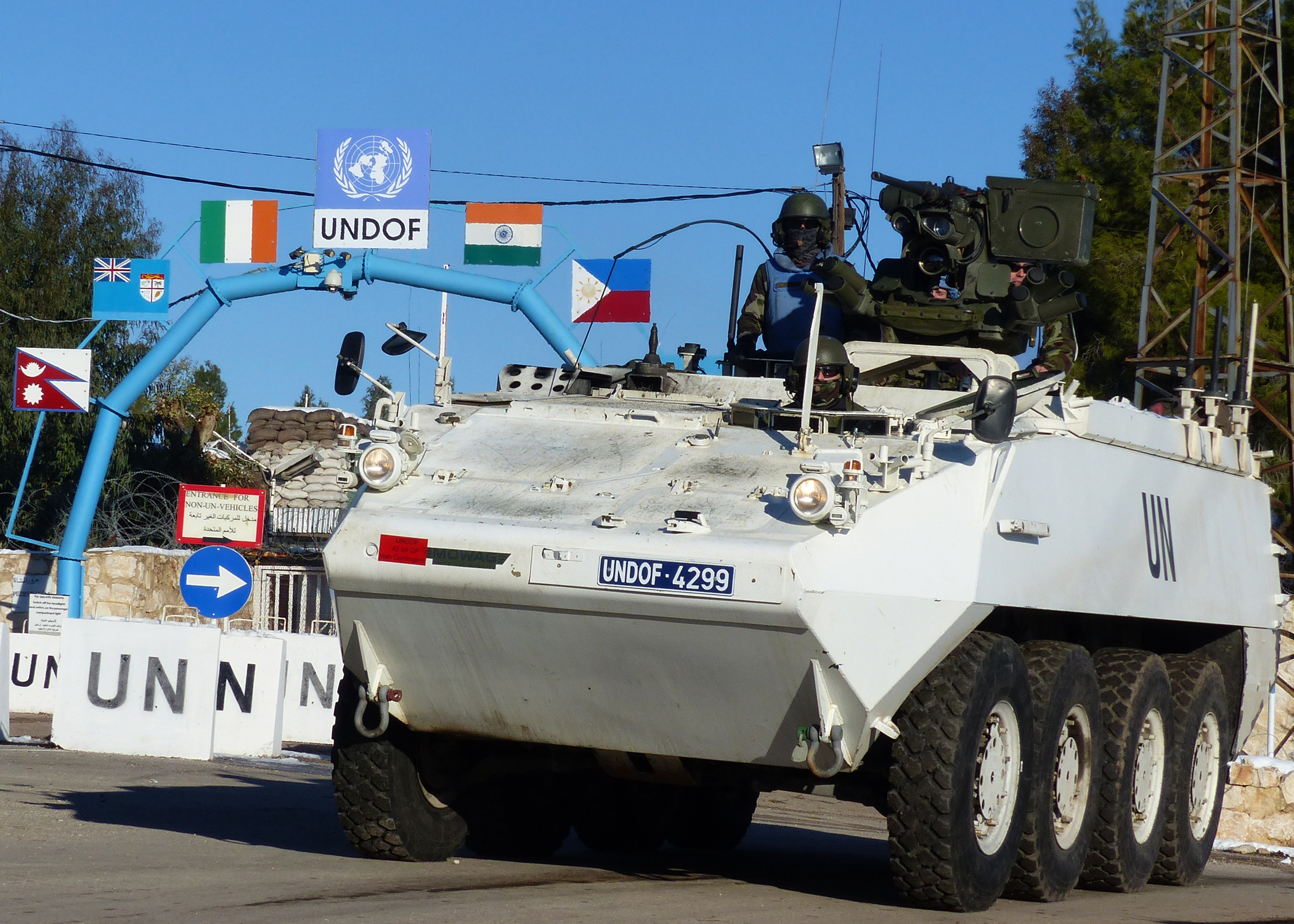
Irland beteiligt sich unabhängig von seiner Neutralität seit der UNOGIL-Mission im Jahr 1958 an verschiedenen UN-Missionen wie z. B. der UNDOF auf den Golanhöhen

Die „Neutralität“ eines Landes bezieht sich zunächst auf eine unparteiische Haltung in einem bestimmten internationalen Konflikt oder einer bestimmten Situation. Als „neutrale Staaten“ im engeren werden solche Länder bezeichnet, deren Außenpolitik darauf abzielt in (möglichst) allen internationalen Konflikten eine solche Haltung einzunehmen. Einige dieser Staaten haben daraus eine Tradition der Vermittlerrolle in der internationalen Politik entwickelt.
- Belgiens Neutralität war in seiner Anfangszeit in der Londoner Konferenz von den Großmächten garantiert worden. Der Bruch dieses Vertrages durch Deutschland bewog Großbritannien zum Kriegseintritt in den Ersten Weltkrieg. Danach arbeitete es teilweise mit Frankreich militärisch zusammen und wurde 1949, zu Beginn des Kalten Krieges, Gründungsmitglied der NATO.
- Costa Rica verkündete 1983 angesichts der Verschärfung der Bürgerkriege in Zentralamerika die dauernde, aktive und unbewaffnete Neutralität des Landes. Die Armee wurde bereits am 8. Mai 1949 per Verfassung abgeschafft. Costa Rica gilt heute als eines der stabilsten und fortschrittlichsten Länder Zentralamerikas, was auch auf diese Entscheidungen zurückgeführt wird.
- Dänemark war im Ersten Weltkrieg neutral, wurde im Zweiten Weltkrieg besetzt und wurde 1949, zu Beginn des Kalten Krieges, Gründungsmitglied der NATO.
- Finnland wurde nach dem Ersten Weltkrieg unabhängig. In der Zwischenkriegszeit hatte es weniger bedeutende Abkommen mit Polen und der Sowjetunion. 1939 wurde es im Winterkrieg von der Sowjetunion angegriffen und war im Zweiten Weltkrieg von 1941 bis 1944 im sogenannten Fortsetzungskrieg mit Deutschland verbündet. Nach dem Krieg blieb Finnland zwar neutral, musste aber einen Freundschaftsvertrag mit der Sowjetunion abschließen. Der von deutschen Politikern geprägte Begriff der Finnlandisierung wurde aber von den Finnen abgelehnt; sie vertraten die Ansicht, dass es von Vorteil für das Land war, die nahe und große Sowjetunion nicht vor den Kopf zu stoßen. Seit 1995 ist Finnland EU-Mitglied und blieb militärisch bündnisfrei. Nach dem Überfall Russlands auf die Ukraine 2022 beantragte Finnland zusammen mit Schweden am 18. Mai 2022 den Antrag auf Aufnahme in die NATO[2] und wurde schließlich am 4. April 2023 als Mitglied aufgenommen.[3]
- Indien ist eines der Gründungs- und Führungsmitglieder der Bewegung der Blockfreien Staaten.
- Irland hielt nach Erlangung der Unabhängigkeit von Großbritannien 1921 von seinem vormaligen Mutterland militärisch und politisch Abstand; es blieb im Zweiten Weltkrieg neutral und ist seit 1973 zwar EU-, aber nicht NATO-Mitglied.
- Italien blieb bis 1915 im Ersten Weltkrieg neutral, obwohl es vorher mit Deutschland und Österreich-Ungarn verbündet war. 1915 trat Italien auf Seiten der Entente in den Krieg ein.
- Jugoslawien war unter seinem Staatschef Josip Broz Tito, der den Beitritt zum Ostblock ablehnte, in den 1950er- bis 1970er-Jahren führend in der weltweiten Bewegung der Blockfreien Staaten tätig.
- Kambodscha war seit der Unabhängigkeit neutral und versuchte auch im Vietnamkrieg neutral zu bleiben. Da der Ho-Chi-Minh-Pfad, über den die Vietcong Unterstützung von Nordvietnam bekamen, zum Teil über kambodschanisches Territorium verlief, wurde das Land ab Ende der 1960er-Jahre immer mehr in den Konflikt hineingezogen.
- Liechtenstein schloss sich nach dem Ersten Weltkrieg eng an die neutrale Außenpolitik der Schweiz an; es wird bis heute in vielen Ländern vom Schweizer Botschafter vertreten.
- Luxemburg wurde in beiden Weltkriegen von Deutschland besetzt und wurde 1949, zu Beginn des Kalten Krieges, Gründungsmitglied der NATO.
- Moldau ist seit 1994 neutral.[4]
- Nepal blieb in beiden Weltkriegen offiziell neutral, stellte der Britisch-Indischen Armee aber Söldner (Gurkhas) zur Verfügung und ist bis heute bündnisfrei.
- Norwegen war im Ersten Weltkrieg neutral, wurde im Zweiten Weltkrieg besetzt und wurde 1949, zu Beginn des Kalten Krieges, Gründungsmitglied der NATO.
- Österreich erklärte am 26. Oktober 1955 seine immerwährende Neutralität. Diese wurde zwar seit dem EU-Beitritt 1995 durch andere Verfassungsgesetze etwas relativiert, Österreich gehört aber weiterhin keinem militärischen Bündnis an. Ein Ende der Neutralität und auch ein damit verbundener eventueller Beitritt zur NATO wird zwar seit langem immer wieder von verschiedenen Parteien und Personen angeregt und diskutiert,[5][6] stößt bislang jedoch unter anderem auch bei einer Mehrheit der Bevölkerung auf Ablehnung.
- Portugal entsandte 1916 auf Wunsch Großbritanniens ein Expeditionskorps an die Westfront. Im Zweiten Weltkrieg neutral, wurde es 1949, zu Beginn des Kalten Krieges, Gründungsmitglied der NATO.
- Schweden war ab den napoleonischen Kriegen neutral. Seit 1995 ist es EU-Mitglied. Das Land gab seine Neutralität 2002 offiziell auf, gehörte aber weiterhin keinem militärischen Bündnis an.[7] Unter dem Eindruck des Überfalls Russlands auf die Ukraine 2022 wurde jedoch ein möglicher NATO-Beitritt zunächst nicht mehr ausgeschlossen.[8] Im Mai 2022 beantragte Schweden zusammen mit Finnland die Aufnahme in die NATO[2] und wurde schließlich am 7. März 2024 als Mitglied aufgenommen.[9]
- Die Schweiz ist seit 1815 neutral und damit das älteste neutrale Land Europas. Der Völkerbund erkannte die Neutralität des Vollmitglieds Schweiz an. Die Schweiz versprach wirtschaftliche Sanktionen mitzutragen. 1938 allerdings weigerte sich die Schweiz Wirtschaftssanktionen gegen das faschistische Italien mitzutragen.[10] Als der Völkerbund sich 1947 auflöste, trat die Schweiz der Nachfolgeorganisation der Vereinten Nationen vorerst nicht bei. Hauptgrund des späten Beitritts 2002 sei nach dem Historiker Sacha Zala die Furcht der Schweiz Wirtschaftssanktionen mittragen zu müssen. Die Schweiz hat im 20. Jahrhundert einen isolierten Neutralitätsbegriff entwickelt, der es ihr erlaubte, dass „Wirtschaftsbeziehungen unter allen Umständen fortgeführt wurden, allerdings ohne deutlichen Anstieg des Handelsvolumens“.[11]
- Die Türkei war im Zweiten Weltkrieg die längste Zeit neutral. 1945 erklärte sie Deutschland und Japan den Krieg. Ein Kontingent nahm als Teil der UNO-Truppen am Koreakrieg teil. 1952 trat die Türkei der NATO bei.
- Turkmenistan erklärte 1995 seine Neutralität. Über zwei Jahrzehnte radikal durchgesetzt, änderte sich die Haltung der turkmenischen Regierung mit dem Amtsantritt des aktuellen Diktators Gurbanguly Berdimuhamedow.[12]
- Die Ukraine war von 1990 bis 2019 neutral. In der "Erklärung zur staatlichen Souveränität der Ukraine" erklärte die Werchowna Rada "feierlich ihre Absicht, in Zukunft ein dauerhaft neutraler Staat zu werden, der sich nicht an Militärblöcken beteiligt und sich an die drei nichtnuklearen Grundsätze hält: keine Atomwaffen anzunehmen, herzustellen oder zu erwerben."[13] Am 7. Februar 2019 beschloss die Werchowna Rada unter der Präsidentschaft von Petro Poroschenko einen Zusatz zur Verfassung, der das strategische Ziel eines Beitritts zur EU und zur NATO festschrieb.[14][15] Aufgrund des russischen Überfalls auf die Ukraine 2022 verstärkte die Ukraine ihre Bemühungen um eine NATO-Mitgliedschaft nachhaltig, und sowohl die Ukraine als auch die NATO intensivierten ihre Gespräche über eine mögliche zukünftige Aufnahme der Ukraine. Abgesehen davon wird die Ukraine bei ihrer Verteidigung gegen den Überfall Russland durch mehrere NATO-Staaten massiv unterstützt: einerseits durch Lieferungen von Munition, Waffen und anderem militärischem Gerät, und andererseits dadurch, dass der Ukraine strategische und taktische Informationen und Aufklärungsergebnisse über die eingesetzten russischen Kräfte zur Verfügung gestellt werden.
- Die USA waren zu Beginn der Weltkriege jeweils neutral, schlossen sich dann aber 1917 bzw. 1941 der alliierten Seite an. Die Neutralität bzw. der „Isolationismus“ beruhte auf der Monroe-Doktrin: Einmischungen der Europäer auf dem amerikanischen Kontinent verbat sich die USA. Gleichzeitig hielten sich die Vereinigten Staaten aus Konflikten in Europa heraus. Allerdings waren auch die USA seit dem Spanisch-Amerikanischen Krieg von 1898 eine offensichtlich imperialistische Kolonialmacht in Mittelamerika sowie im pazifischen Raum. 1949, zu Beginn des Kalten Krieges, wurden sie Gründungsmitglied der NATO.